# هوازج العالم الجديد
هوازج العالم الجديد أو نقشارة الغاب أو هوازج الغياض (بالإنجليزية: New World warbler) (فصيلة: Parulidae) ، تنتمي الي رتبة عصفوريات (باللاتينية: Passeriformes) ، وهي مجموعة من الطيور صغيرة الحجم، وتكون ملونة في أغلب الأحيان . و هي ليست قريبة الصلة من هوازج العالم القديم (فصيلة: Sylviidae) ، ولا الهوازج الأسترالية (فصيلة: Acanthizidae) . معظم طيور هذه الرتبة تكون متعلقة بالأشجار، ولكن بعضها، مثل؛ طائر الفران، وفصيلتي طائر السمنة المائي، تكون برية. أغلب أفراد هذه العائلة من آكلي الحشرات.
على الأرجح، نشأت هذه المجموعة في شمال أمريكا الوسطى، وتتميز بأنها أكبر المجموعات من حيث التنوع، وعدد الفصائل. ومن هناك، انتشرت هذه الفصائل في فترة العصور الجليدية، عن طريق الهجرة، ثم تعود إلى موطنها الأصلي في الشتاء. ولكن يبدو أن جنسي؛ الهوازج بيضاء الذيل (Myioborus)، وباسيليوتيروس (Basileuterus) قد هاجرا من زمن بعيد، واستعمرا أمريكا الجنوبية، ربما حتى قبل أن يتم ربط القارتين، وأن تظهر معظم فصائل الهوازج التي تعيش في هذه المنطقة.
ترجع تسمية هذه العائلة، الباروليداي (Parulidae)، بهذا الاسم إلى عام 1758، حينما قام لينايوس (Linnaeus) بتصنيف فصائل الهوازج
الشمالية (Northern Parula) كأحد أنواع القرقف، وأطلق عليها اسم باروس آميريكانوس (Parus americanus)، تم تطور التصنيف، وتم تعديل اسم ذلك الجنس إلى بارولوس (Parulus)،إلى أن وصلت التسمية إلى بارولا (Parula). وبالطبع، فإن اسم العائلة مشتق من اسم ذلك الجنس.

## الوصف
إن معطم الهوازج تكون صغيرة الحجم، إلى حدٍ ما. وأصغر فصائل الهوازج هيهازجة لوسي (أوريوثليبيس لوسياي) Oreothlypis luciae،والتي يبلغ وزنها حوالي 6.5 جم، وطولها حوالي 10.6 سم (في 4.2). أما الأنواع الكبيرة، فتعتمد على التصنيف الصحيح للعائلة. وعادةً يتم تصنيف هذه الأنواع تحت فصيلة الأبلق أصفر الصدر (Yellow-breasted Chat)، والتي يكون طولها حوالي 18.2 سم (في 7.2 سم). لا يمكن تصنيف الباركيسيا (Parkesia) (طائر السمنة المائي)، وطائر الفران، والهازجة ذات التاج الخمري، وهازجة سيمبر، بالإضافة إلى كل الأنواع التي تتتعدى 15 سم (في 6)، و21 جم، تحت عائلة الهوازج، بل يتم تصنيفها مع الأنواع الكبيرة.
تميل الفصائل المهاجرة إلى وضع كميات أكثر من البيض، حيث تصل عادة إلى 6 بيضات، وذلك لأن مخاطر رحلاتها تجعل الكثير من الأفراد ليس لديهم سوى فرصة واحدة للتكاثر. وفي المقابل، فإن معظم الفصائل الاستوائية تضع بيضتين فقط، حيث تحظى الصغار بعناية أكثر، ويكون لدى الأفراد البالغين فرص أخرى للتكاثر.
الكثير من الفصائل المهاجرة، وخصوصًا تلك التي تعيش في الشمال، لديها ريش ذكري مميز، على الأقل في موسم التزاوج، حيث تحتاج الذكور أن تقوم باستصلاح المنطقة التي تعيش فيها، وتهيئتها لأزواجها كل عام. ويظهر ذلك بشدة في جنس ديندرويكا (Dendroica). وفي المقابل، فإن الفصائل الاستوائية، التي تتزاوج مدى الحياة، لا يظهر فيها أي عارض من عوارض مثنوية الشكل الجنسية. ولكن، بالتأكيد يوجد بعض الحالات الشاذة. فمثلاً، طائر السمنة المائي؛ باركيسيا، و طائر الفران يُعتبرا من الطيور كثيرة الهجرة، ولكن ريش هذه الأنواع يكون متطابق الشكل سواءً في الذكور، أو الإناث، بينما الهازجة صفراء العنق الاستوائية، قليلة الحركة، فهي من الأنواع مثنوية الشكل الجنسي. وأيضًا تتميز فصيلة طائر الأبلق، جراناتيلوس (Granatellus) بأنها مثنوية الشكل الجنسي، ولكن بسبب أعمال الهندسة الوراثية الحديثة، تم نقل هذه الفصائل إلى عائلة كارديناليدي (Cardinalidae) (درسة العالم الجديد، وكردينالز العالم الجديد).

## التصنيف
يوجد الكثير من الأنواع في تصنيف هوازج العالم الجديد.
- تعتبر هوازج العالم الجديد قريبة الصلة من التاناجير (tanager)، ويتم تصنيف بعض الفصائل مثل الكونيبيل (conebill) كونيروستروم (Conirostrum)، والباناناكويت (Bananaquit)، تحت أي المجموعتين على حسب مجموعة من الشروط المختلفة. حاليًا، تصنف الكانيبيل في مجموعة ثراوبيداي (Thraupidae)، والباناناكويت في عائلتها الخاصة.
- ولاتزال الهازجة خضراء الذيل، والأبلق أصفر الصدر، والهازجة بيضاء الأجنحة وبعض الفصائل الأخرى موضع جدل، حول إذا ما كانوا ينتمون للهوازج أو التاناجيرز.
- وأيضًا، يعد الباردوسكو (Pardusco) ،نيفيلورنيز أونيلي (Nephelornis oneilli) من الفصائل غير المؤكدة إلى الآن.

### الأجناس، والأنواع
- جنس فيرميفورا (Vermivora)
  - هازجة باتشمان، فيرميفورا باتشماني (Vermivora bachmanii)
  - هازجة زرقاء الأجنحة، فيرميفورا سيانوبتيرا(Vermivora cyanoptera)
  - هازجة ذهبية الأجنحة، فيرميفورا كريسوبتيرا (Vermivora chrysoptera)
- جنس أوريوثلايبيز (Oreothlypis)
  - هازجة تينيسي (Oreothlypis peregrina)، أوريوثلايبيز بيريجرينا
  - الهازجة ذات التاج البرتقالي، أوريوثلايبيز سيلاتا (Oreothlypis celata)
  - هازجة ناشفيل، أوريوثلايبيز روفيكابيلا (Oreothlypis ruficapilla)
  - هازجة فيرجينيا، أوريوثلايبيز فيرجينيا (Oreothlypis virginiae)
  - هازجة كوليما، أوريوثلايبيز كريساليز (Oreothlypis crissalis)
  - هازجة لوسي، أوريوثلايبيز لوسيا (Oreothlypis luciae)
  - الهازجة مشتعلة الحلق، أوريوثلايبيز غوتوراليز (Oreothlypis gutturalis)
  - هازجة هلالية الصدر، أوريوثلايبيز سوبيرسيليوزا (Oreothlypis superciliosa)
- جنس كاثاروبيزا
  - هازجة الصفير، كاثاروبيزا بيشوبي (Catharopeza bishopi)
- جنس منيوتيلتا (Mniotilta)
  - هازجة أبيض وأسود، منيوتيلتا فاريا (Mniotilta varia)
- جنس سيتوفاغا (Setophaga)
  - هازجة رمادية، سيتوفاغا بلومبيا (Setophaga plumbea)
  - هازجة الغابة الصغير، سيتوفاغا أنغيلاي(Setophaga angelae)
  - هازجة سهمية الرأس، سيتوفاغا فاريترا
  - هازجة ذات قلنسوة، سيتوفاغا سيترينا (Setophaga citrina)
  - حميراء أمريكية. سيتوفاغا روتيسيلا (Setophaga ruticilla)
  - هازجة كيرتلاند، سيتوفاغا كيرتلاندي (Setophaga kirtlandii)
  - هازجة كيب ماي، سيتوفاغا تيجرينا (Setophaga tigrina)
  - هازجة زرقاء، سيتوفاغا سيروليا (Setophaga cerulea)
  - هازجة شمالية، سيتوفاغا أميريكانا (Setophaga americana)
  - هازجة استوائية، سيتوفاغا بيتيايومي (Setophaga pitiayumi)
  - هازجة الماغنوليا، سيتوفاغا ماغنوليا (Setophaga magnolia)
  - هازجة كستنائية الصدر، سيتوفاغا كاستانيا (Setophaga castanea)
  - هازجة بلاكبورنيان، سيتوفاغا فوسكا (Setophaga fusca)
  - هازجة صفراء، سيتوفاغا بيتيتشيا (Setophaga petechia)
  - هازجة كستنائية الأجناب، سيتوفاغا بينسايلفانيكا (Setophaga pensylvanica)
  - هازجة بلاكبول، سيتوفاجا سترياتا (Setophaga striata)
  - الهازجة الزرقاء سوداء الحلق، سيتوفاغا كايروليسكينز (Setophaga caerulescens)
  - هازجة النخيل، سيتوفاغا بالماروم (Setophaga palmarum)
  - هازجة متوجة بالزيتون، سيتوفاغا بيتيوفيلا (Setophaga pityophila)
  - هازجة الصنوبر، سيتوفاغا بينوس (Setophaga pinus)
  - هازجة صفراء الخلفية، سيتوفاغا كوروناتا (Setophaga coronata)
    - هازجة الآس، سيتوفاغا كوروناتا كوروناتا (Setophaga coronata coronata)
    - هازجة أودوبون، سيتوفاغا كوروناتا أودوبوني (Setophaga coronata auduboni)
    - هازجة سوداء الواجهة، سيتوفاغا كوروناتا نيغريفرونز (Setophaga coronata nigrifrons)
    - هازجة جولدمان، سيتوفاغا كوروناتا جولدماني (Setophaga coronata goldmani)

  - هازجة صفراء الحلق، سيتوفاغا دومينيكا (Setophaga dominica)
  - هازجة البهاما، سيتوفاغا فلافيسكينز (Setophaga flavescens)
  - هازجة المحية، سيتوفاغا فيتيلينا (Setophaga vitellina)
  - هازجة سحوب البراري، سيتوفاغا ديسكولور (Setophaga discolor)
  - هازجة آديليد، سيتوفاغا آديلايداي (Setophaga adelaidae)
  - هازجة باربودا، سيتوفاغا سوبيتا (Setophaga subita)
  - هازجة سانت لوسيا، سيتوفاغا ديليكاتا (Setophaga delicata)
  - هازجة جريس، سيتوفاغا جراسيا (Setophaga graciae)
  - الهوازج الرمادية سوداء الحلق، سيتوفاغا نيجريسكينز (Setophaga nigrescens)
  - هازجة تاونسيند، سيتوفاغا تاونسيندي (Setophaga townsendi)
  - هازجة الناسك، سيتوفاغا أوكسيدينتاليز (Setophaga occidentalis)
  - الهازجة ذهبية الوجنتين، سيتوفاغا كريسوباريا (Setophaga chrysoparia)
  - الهازجة الخضراء سوداء الحلق، سيتوفاغا فيرينز (etophaga virens)
- جنس بروتونوتاريا (Protonotaria)
  - الهازجة الأساسية، بروتونوتاريا سيتريا (Protonotaria citrea)
- جنس هيلميثيروز (Helmitheros)
  - هازجة آكلة الديدان، هيلميثيروز فيرميفوروز (Helmitheros vermivorus)
- جنسليمنوثليبيز
  - هازجة سواينسون، ليمنوثليبيز سواينسوني (Limnothlypis swainsonii)
- جنس سيوروز (Seiurus)
  - طائر الفران، سايوراز أوروكابيلوز (Seiurus aurocapillus)
- جنسباركيسيا (Parkesia)
  - طائر السمنة المائي الشمالي، باركيسيا نوفيبوراكينسيز (Parkesia noveboracensis)
  - السمنة المائي لويزيانا، باركيسيا موتاسيلا (Parkesia motacilla)
- جنسأوبورونيز (Oporornis)
  - هازجة كونيتكت، أوبورونيز أجيليز (Oporornis agilis)
- جنس جيوثليبيز
  - هازجة كنتاكي، جيوثليبييز فورموسوز (Geothlypis formosus)
  - هازجة الحداد، جيوثليبيز فيلاديلفيا (Geothlypis philadelphia)
  - هازجة ماكجيليفاري، جيوثليبيز تولمياي (Geothlypis tolmiei)
  - الهازجة صفراء الحلق المعروفة، جيوثليبيز تريتشاز (Geothlypis trichas)
  - هازجة بليدينج صفراء الحلق، جيوثيلبيز بليندينغي
  - هازجة آلتميرا صفراء الحلق، جيوثليبيز فلافوفيلاتا (Geothlypis flavovelata)
  - هازجة البهاما صفراء الحلق، جيوثليبيز روستراتا (Geothlypis rostrata)
  - الهازجة صفراء الحلق المتوجة بالزيتون، جيوثليبيز سيميفلافا (Geothlypis semiflava)
  - الهازجة صفراء الحلق سوداء الخلفية، جيوثليبيز سبيكيوزا (Geothlypis speciosa)
  - الهازجة صفراء الحلق الحلق المغطاة، جيوثليبيز أيكوينوكتياليز (Geothlypis aequinoctialis)
  - الهازجة صفراء الحلق ذات التاج الرمادي، جيوثليبيز بوليوكيفالا (Geothlypis poliocephala)
  - الهازجة صفراء الحلق ذات القلنسوة، جيوثليبيز نيلسوني (Geothlypis nelsoni)
- جنس كاردلينا
  - هازجة حمراء الوجه، كاردلينا روبريفرونز (Cardellina rubrifrons)
  - هازجة ويلسون، كاردلينا بوسيلا (Cardellina pusilla)
  - هازجة كندا، كاردلينا كانادينزيز (Cardellina canadensis)
  - هازجة حمراء، كاردلينا روبر (Cardellina ruber)
  - هازجة وردية الرأس، كاردلينا فيرسيكولور (Cardellina versicolor)
- جنس ميوبوروس (Myioborus) (يسمى هذا الجنس عادةً حمراء الذيل، ولكن هذه التسمية غير دقيقة، فأفراد هذا الجنس لديها أجنحة بيضاء، وليست حمراء، على جانبي الذيل)
  - الهازجة بيضاء الذيل الملونة، ميوبوروس بيكتوز (Myioborus pictus)
  - الهازجة بيضاء الذيل الأردوازية، ميوبوروز مينياتوز (Myioborus miniatus)
  - هازجة تيبوي بيضاء الذيل، ميوبوروز كاستانيوكابيلوز (Myioborus castaneocapillus)
  - الهازجة بيضاء الذيل ذات القلنسوة البنية، ميوبوروس بروننيسيبز (Myioborus brunniceps)
  - الهازجة بيضاء الذيل صفراء الوجه، مايوبورز باريا (Myioborus pariae)
  - الهازجة بيضاء الذيل بيضاء الوجه، مايوبوروز ألبيفاسيز (Myioborus albifacies)
  - الهازجة بيضاء الذيل زعفرانية الصدر، مايوبوروز كاردوناي (Myioborus cardonai)
  - الهازجة بيضاء الذيل ذات الطوق، ميوبوراز توركواتوز (Myioborus torquatus)
  - الهازجة بيضاء الذيل ذات النظارات، مايوبوروز ميلانوسيفالوز (Myioborus melanocephalus)
  - الهازجة بيضاء الذيل ذهبية الواجهة، مايوبوروز أورناتوز (Myioborus ornatus)
  - الهازجة بيضاء الذيل بيضاء الواجهة، مايوبوروز آلبيفرونز (Myioborus albifrons)
  - الهازجة بيضاء الذيل ذات التاج الأصفر، مايوبوروز فلافيفيرتيكس (Myioborus flavivertex)
- جنس باسليوتيروس (Basileuterus)
  - هازجة مروحية الذيل، باسيليوتيروز لاتششريموزوز (Basileuterus lachrymosus)
  - هازجة رمادي وذهبي، باسيليوتيروز فراسيري (Basileuterus fraseri)
  - الهازجة ذات الشريطين، باسيليوتيروز بيفيتاتوز (Basileuterus bivittatus)
  - هازجة ذهبية البطن، باسيليوتيروز تشرايسوغاستير (Basileuterus chrysogaster)
  - هازجة شوكو، باسيليوتيروز تشلوروفريز (Basileuterus chlorophrys)
  - هازجة شاحبة الرجلين، باسيليوتيروز سيجناتوز (Basileuterus signatus)
  - هازجة ليموني، باسيليوتيروز لوتيوفيريدز (Basileuterus luteoviridis)
  - هازجة سوداء العرف، باسيليوتيروز نيغروكريستاتوز (Basileuterus nigrocristatus)
  - هازجة رمادية الرأس، باسيليوتيروز جريسيكيبز (Basileuterus griseiceps)
  - هازجة سانتا مارتا، باسيليوتيروز باسيليكوز (Basileuterus basilicus)
  - هازجة رمادية الحلق، باسيليوتيروز سينيريكوليز (Basileuterus cinereicollis)
  - هازجة بيضاء الجبهة، باسيليوتيروز كونسبيسيلاتوز (Basileuterus conspicillatus)
  - الهازجة ذات التاج الخمري، باسيليوتيروز كوروناتوز (Basileuterus coronatus)
  - الهازجة ذات التاج الذهبي، باسيليوتيروز سوليكيفوروز (Basileuterus culicivorus)
  - الهازجة ذات الثلاث أشرطة، باسيليوستيروز تريفاسكياتوز (Basileuterus trifasciatus)
  - هازجة بيضاء البطن، باسيليوستيروز هيبوليوكوز (Basileuterus hypoleucus)
  - الهازجة ذات القلنسوة الصهباء، باسيليوتيروز روفيفرونز (Basileuterus rufifrons)
  - هازجة بني وذهبي، باسيليوتيروز بيلي (Basileuterus belli)
  - هازجة سوداء الوجنتين، باسيليوتيروز ميلانوغينيز (Basileuterus melanogenys)
  - هازجة بيير (Pirre Warbler)، باسيليوتيروز إغنوتوز (Basileuterus ignotus)
  - الهازجة ذات الثلاث شرائط، باسيليوتيروز تريستراتوز (Basileuterus tristriatus)
  - الهزجة ذات الإطار الأبيض، باسيليوتيروز ليوكوبليفاروز (Basileuterus leucoblepharus)
  - الهازجة ذات الشريط الأبيض، باسيليوستيروز ليوكوفريز (Basileuterus leucophrys)
  - هازجة مصفرة، باسيليوستيروز فلافيولوز (Basileuterus flaveolus)
- جنس فايوثليبيز (Phaeothlypis) (كان يندرج في السابق تحت جنس باسيليوتيروز Basileuterus)
  - هازجة كتف البقرة، فايوثليبيز فولفيكودا (Phaeothlypis fulvicauda)
  - هازجة نهر المنطقة المدارية الجديدة، فايوثليبيز ريفولاريز (Phaeothlypis rivularis)

### موقع تصنيفي غير مؤكد
- هازجة خضراء الذيل، أو الهازجة خضراء الذيل الأرضية، ميكروليجيا بالوستريز (Microligea palustris) (ليست من هوازج العالم الجديد)
- هازجة صفراء الرأس، تريتيستريز فيرنانديناي (Teretistris fernandinae) (ليست من هوازج العالم الجديد)
- هازجة شرقية، تيريتيستريز فورنسي (Teretistris fornsi)
- هازجة زيمبير، ليوكوبيزا زيمبيري ( ربما يندرج هذا النوع تحت تيريتيستريز، وحينها لا يمكن تصنيفه من هوازج العالم الجديد)
- طائر السمنة الصغير، زيليدونيا كوروناتا (ليس من هوازج العالم الجديد)
- الأبلق أصفر الصدر، إكتيريا فيرينز (ليس من هوازج العالم الجديد)
- هازجة بيضاء الأجنحة، إكسينوليغيا موناتا (ليست من هوازج العالم الجديد)

## وصلات خارجية
- Crane Creek Warblers
- New World Warblers (Parulidae) information, including 81 species with videos and 100 with photographs at the Internet Bird Collection
- Chasing Down Warblers National Geographic News story on seeing 30 warbler species in May